# خرگوش‌موش
خرگوش‌موش، خرگوش بی‌دم یا پایکا (به انگلیسی: Pika) پستانداری کوچک با پاهایی بسیار کوچک، گوش‌های گرد و بدون دم است. ۳۰ گونهٔ مختلف خرگوش بی‌دم شناسایی شده که همگی آنها در خانوادهٔ Ochotonidae از راستهٔ خرگوش‌سانان قرار می‌گیرند.
غذای آنها مانند سایر خرگوش‌ها علف و سایر گیاهان است. پایکاها در طول تابستان و پاییز علف‌های خشک را جمع‌آوری کرده در خانه‌های زیرزمینی انبار می‌کنند و سپس در طول زمستان‌های بلند این غذاها را مصرف می‌کنند.
محل زندگی این جانوران در نواحی سردسیر آسیا، آمریکای شمالی و اروپای شرقی است. نام پایکا هم از زبان تونغوزی (اهالی سیبری) گرفته شده است.

## گونه‌ها
این سرده از ۳۰ گونه تشکیل شده است.
- راسته Lagomorpha[۱]
  - تبار Ochotonidae: pikas
    - سرده Ochotona
      - زیرسرده Pika: northern pikas
        - خرگوش بی‌دم آلپی/Altai Pika, Ochotona alpina
        - خرگوش بی‌دم نقره‌ای،  Ochotona argentata
        - Collared pika, Ochotona collaris
        - Hoffmann's pika, Ochotona hoffmanni
        - خرگوش بی‌دم شمالی/Siberian pika, Ochotona hyperborea
        - خرگوش بی‌دم پالاس،  Ochotona pallasi
        - خرگوش بی‌دم آمریکایی،  Ochotona princeps
        - Turuchan pika, Ochotona turuchanensis

      - زیرسرده Ochotona: shrub-steppe pikas
        - Gansu pika/Gray pika, Ochotona cansus
        - Plateau pika/Black-lipped pika, Ochotona curzoniae
        - Daurian pika, Ochotona dauurica
        - Tsing-ling pika, Ochotona huangensis
        - Nubra pika, Ochotona nubrica
        - Steppe pika, Ochotona pusilla
        - خرگوش بی‌دم افغانی،  Ochotona rufescens
        - Moupin pika, Ochotona thibetana
        - خرگوش بی‌دم توماس،  Ochotona thomasi

      - زیرسرده Conothoa: mountain pikas
        - خرگوش بی‌دم سرخ چینی،  Ochotona erythrotis
        - خرگوش بی‌دم جنگلی،  Ochotona forresti
        - Gaoligong pika, Ochotona gaoligongensis
        - Glover's pika, Ochotona gloveri
        - خرگوش بی‌دم هیمالیا،  Ochotona himalayana
        - خرگوش بی‌دم ایلی،  Ochotona iliensis
        - Koslov's pika, Ochotona koslowi
        - Ladak pika, Ochotona ladacensis
        - خرگوش بی‌دم گوش‌بزرگ،  Ochotona macrotis
        - Muli pika, Ochotona muliensis
        - خرگوش بی‌دم سیاه،  Ochotona nigritia
        - Royle's pika, Ochotona roylei
        - Turkestan red pika, Ochotona rutila